# Andrew Davis (režisér)
Andrew Davis (* 21. listopadu 1946, Chicago, Illinois) je americký filmový režisér, producent a kameraman, známý díky akčním snímkům jako jsou Přepadení v Pacifiku se Stevenem Seagalem, Uprchlík s Harrisonem Fordem či Dokonalá vražda s Michaelem Douglasem a Gwyneth Paltrowovou v hlavních rolích.

## Biografie
Narodil se v jižní části illinoiského Chicaga, jehož záběry několikrát využil ve svých filmech. Je synem herce Nathana Davise a Metty Davisové. Bratr Richard „Richie“ Peter Davis působí jako hudebník, který v roce 1986 spoluzaložil skupinu Chicago Catz.
Absolvoval letní umělecký kurz Harand Camp of the Theater Arts a střední školu Bowen High School. Následně vystudoval žurnalistiku na University of Illinois at Urbana-Champaign. Spolu se vzrůstajícím zájmem o kinematografii podporoval občanská práva a účastnil se protiválečného hnutí. S uznávaným kameramanem Haskellem Wexlerem natočil film Medium Cool a svou kariéru započal v 70. letech jako kameraman žánru blaxploitation, když se podílel na snímcích The Hit Man, Cool Breeze a The Slams.
V roce 1978 se stalo režijním debutem drama Stony Island. Následovaly další filmy Zákon mlčení v hlavní roli s Chuckem Norrisem a Nico s Přepadením v Pacifiku se Stevenem Seagalem.
Také sestříhal videohru Splinter Cell: Chaos Theory.
V září 2006 na londýnské tiskové konferenci představil záměr natočit film vycházející ze Cervantesova Dona Quijota a současně z Toma Jonese od Henryho Fieldinga.

## Režijní filmografie
- 1978: Stony Island
- 1982: The Final Terror
- 1985: Zákon mlčení
- 1988: Nico
- 1989: Vězeň
- 1992: Přepadení v Pacifiku
- 1993: Uprchlík – 7 nominací na Oscara; 1 Oscar – herec ve vedlejší roli: Tommy Lee Jones
- 1995: Steal Big Steal Little
- 1996: Řetězová reakce
- 1998: Dokonalá vražda
- 2002: Protiúder
- 2003: Díry
- 2006: Záchranáři

Za snímek Uprchlík obdržel oscarovou nominaci v kategorii Nejlepší režie.